# René Dittrich
Marie Joseph Aloysius René Dittrich (Maastricht, 16 september 1920 – aldaar, 24 november 1994) was een Nederlands burgemeester van de KVP en later de VVD.
Na de hbs in Maastricht heeft hij aan de universiteit in Leuven het kandidaatsexamen behaald in de economische wetenschappen en in 1960 is hij afgestudeerd in de sociale wetenschappen aan de Katholieke Universiteit Nijmegen. 
In de periode 1938 tot 1944 was hij achtereenvolgens volontair bij de gemeentesecretarie van Meerssen, Spaubeek, Sint Geertruid en Gronsveld. In maart 1948 begon hij als adjunct-commies bij de Provinciale Griffie in Maastricht waar hij het bracht tot hoofdcommies 1e klasse. In oktober 1962 werd Dittrich benoemd tot burgemeester van de gemeenten Meerlo en Wanssum. Toen die gemeenten in 1969 fuseerden tot de gemeente Meerlo-Wanssum werd hij daar de burgemeester. Rond 1972 maakte hij, net als de eveneens Limburgse burgemeester Frans Feij, de overstap van de KVP naar de VVD. In oktober 1985 ging Dittrich met pensioen en eind 1994 overleed hij op 74-jarige leeftijd.
Hij was drager van de Orde van Verdienste van de Bondsrepubliek Duitsland en was ridder in de Orde van Oranje-Nassau.